# Olvera Street
Olvera Street est une petite rue (100 mètres) située dans la partie la plus ancienne du Downtown Los Angeles, en Californie, aux États-Unis et qui est considérée aujourd'hui comme le cœur historique de Los Angeles.

## Présentation
Olvera Street est très touristique : elle aligne plusieurs boutiques, des restaurants, des cafés et des étals de produits mexicains. Au n°10, se trouve la plus ancienne maison de Los Angeles, « Avila Adobe ». Elle a été construite en 1818 par Don Francisco Avila. Elle fait partie de El Pueblo de Los Angeles Historic Monument, un Los Angeles State Historic Park.

## Galerie

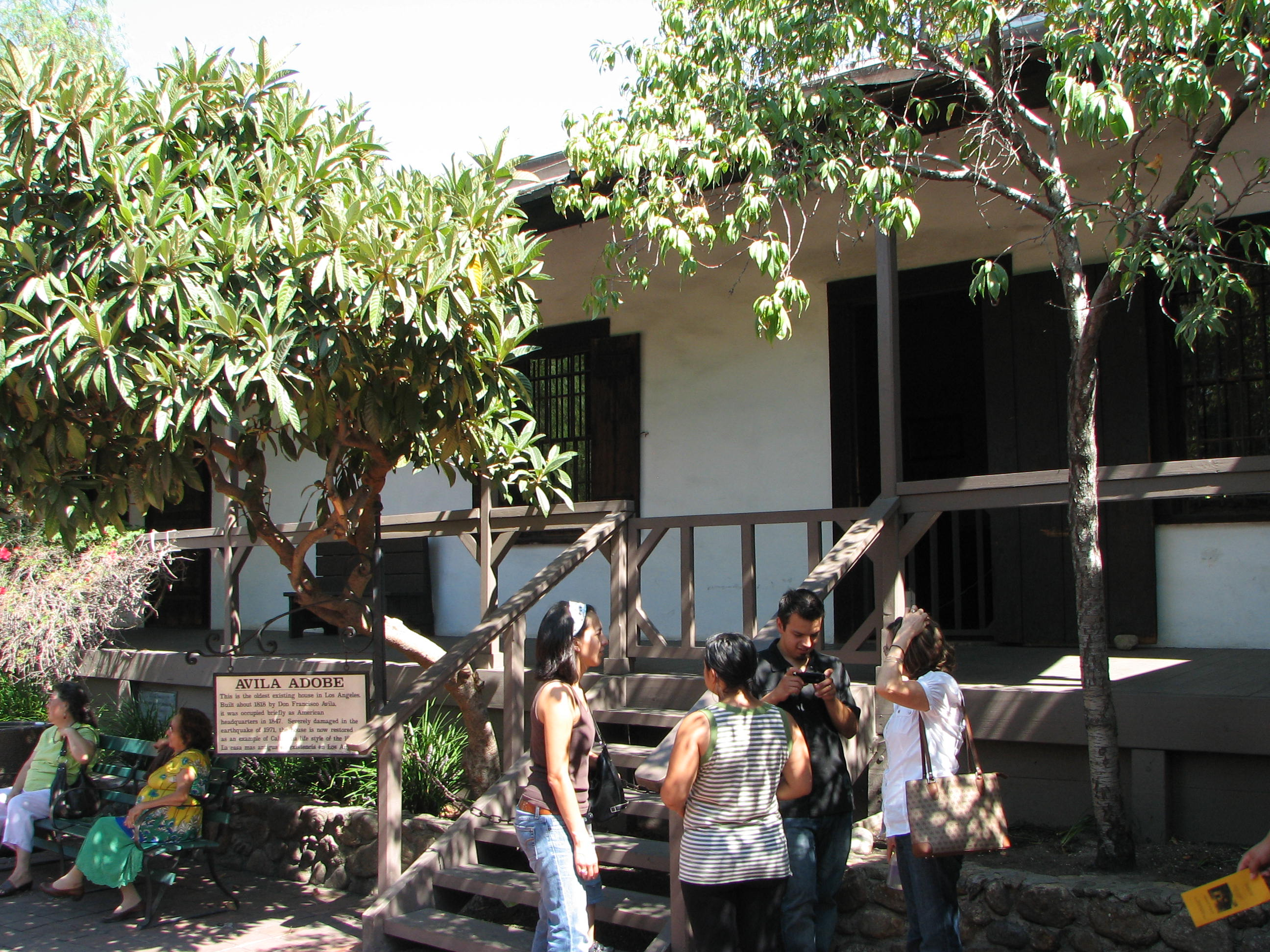
Avila Adobe